# Dithecodes idaea
Dithecodes idaea är en fjärilsart som beskrevs av Swinhoe 1892. Dithecodes idaea ingår i släktet Dithecodes och familjen mätare. Inga underarter finns listade i Catalogue of Life.